# Papilio ulysses
Espèce
Sous-espèces de rang inférieur
- P. u. autolycus C.Felder & R.Felder, 1865
- P. u. denticulatus Joicey & Talbot, 1916
- P. u. dirce Jordan, 1909
- P. u. jennifeae Jakusch, 2007
- P. u. ulysses Linnaeus, 1758

Papilio ulysses ou Ulysse est une grande espèce d'insectes lépidoptères qui appartient à la famille des Papilionidae, à la sous-famille des Papilioninae et au genre Papilio, endémique d'Australie.
Ce papillon sert d'emblème pour le tourisme au Queensland.

## Étymologie
Ulysses est le nom romain du héros grec Odusseús, personnage principal d'une œuvre de la littérature grecque antique, l'Odyssée d'Homère.

## Répartition
Papilio ulysses habite une partie du nord-est de l'Australie (l'est du Queensland) et se voit aussi dans d'autres régions comme la Nouvelle-Guinée, les Moluques, l'archipel Bismarck et le nord-est des Salomon. La Nouvelle-Calédonie est plutôt habitée par son parent semblable, Papilio montrouzieri.

## Description

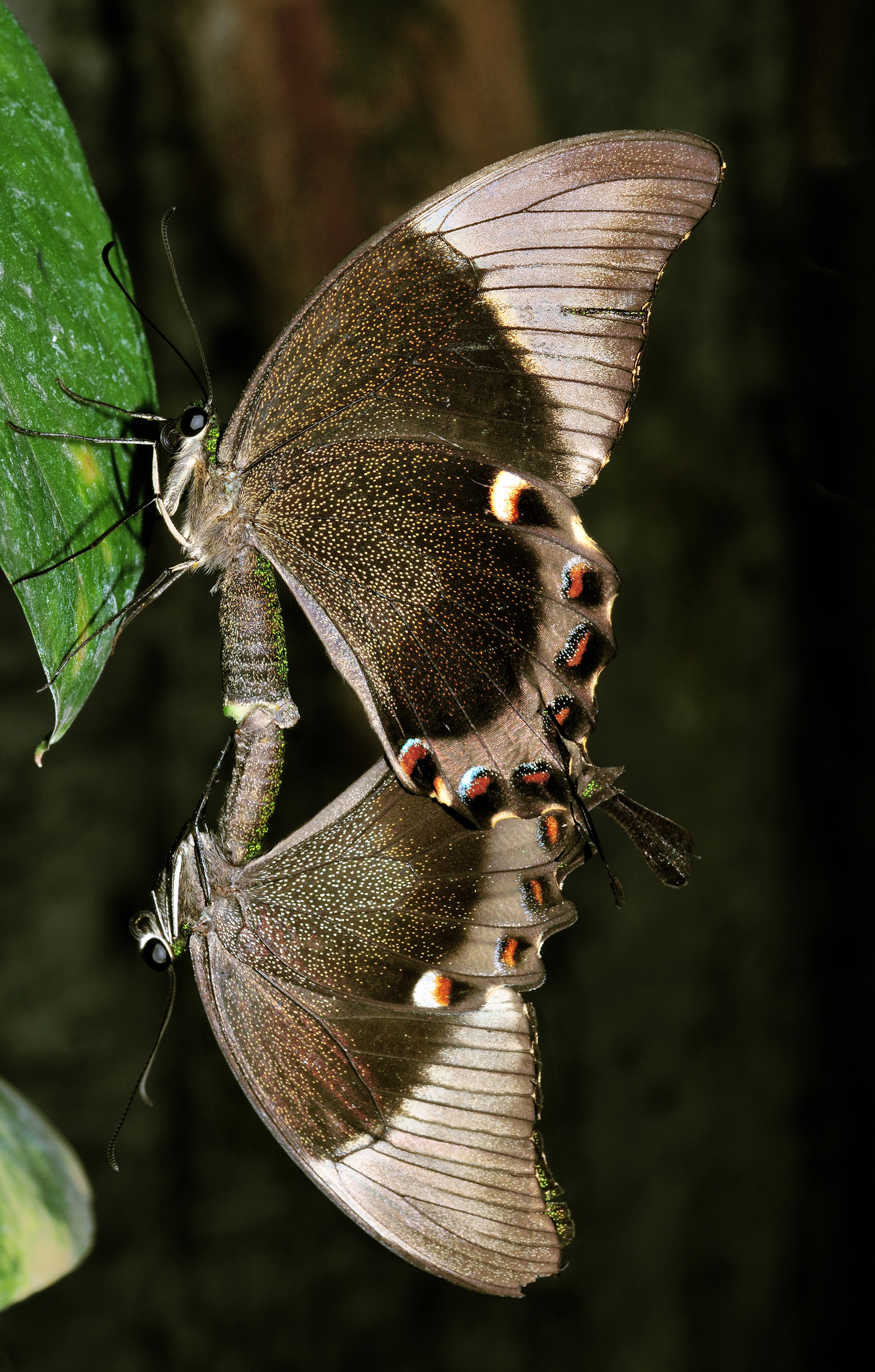
Copulation. Le papillon du haut est la femelle.

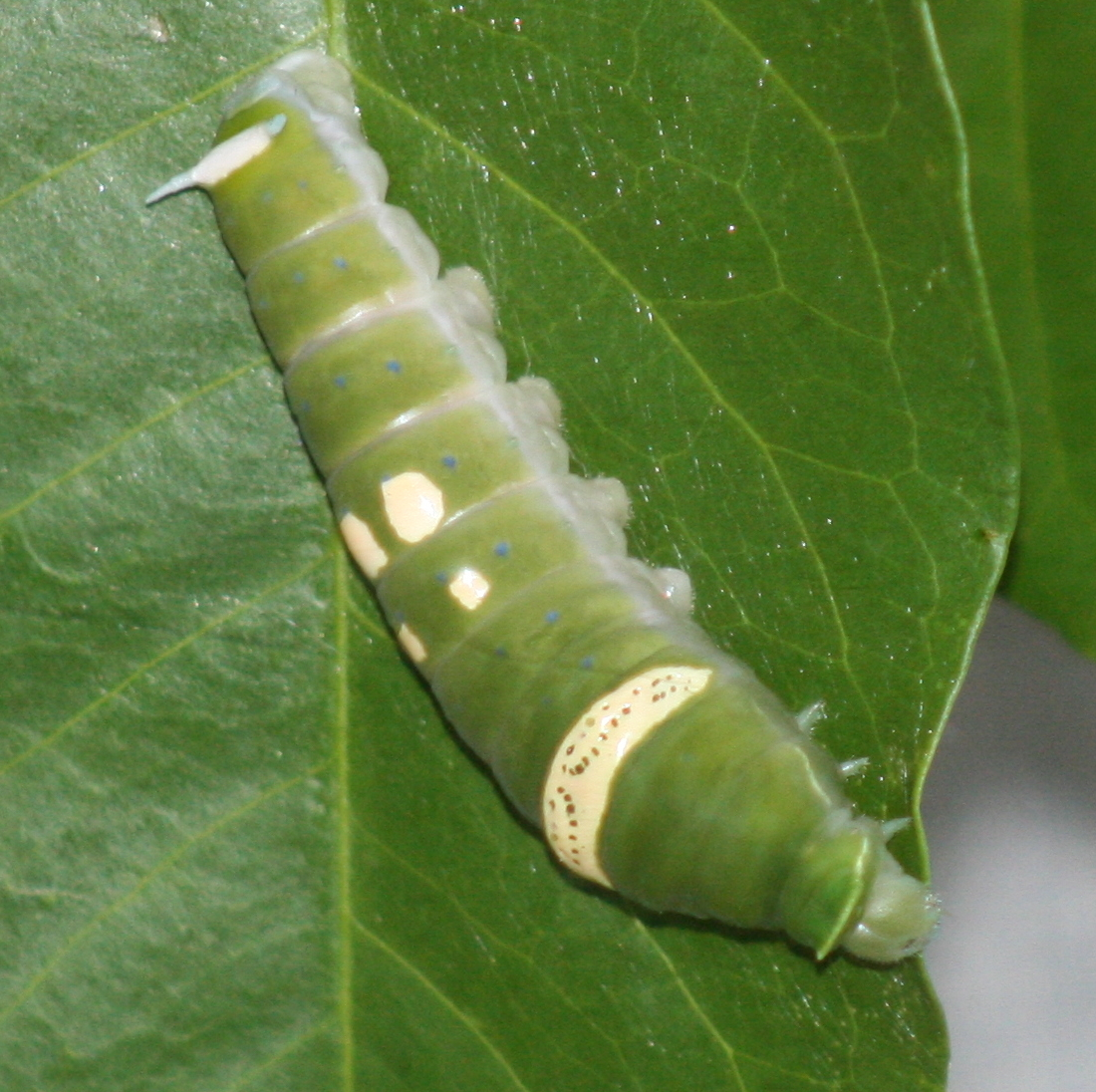
Chenille P. ulysses

Papilio ulysses a d'ordinaire une envergure d'environ 14 cm, mais varie de taille selon les sous-espèces. 
Le dessus des ailes est d'un bleu électrique iridescent, tandis que le dessous, plus discret, est noir et brun. Les couleurs sont produites par la microstructure des écailles des ailes : il s'agit donc de couleurs structurelles. 
La femelle diffère du mâle par les petits croissants bleus figurant à l'arrière, sur le dessus des ailes postérieures, alors que le mâle est tout noir. Lorsque le papillon est au repos, le bleu intense de ses ailes est caché par le brun plus terne du dessous des ailes, ce qui aide ce lépidoptère à se confondre dans son environnement. En vol, l'animal se voit à des centaines de mètres de distance sous forme d'éclairs bleu vif. Le mâle est fortement attiré par la couleur bleue, y compris les objets de cette couleur, qu'il prend parfois pour des femelles.

## Régime et conservation

### Régime
Ce papillon se nourrit, entre autres, de Citrus. En Australie, il se nourrit des fleurs de l'Euodia, arbre qui donne des corymbes de petites fleurs roses ...

### Conservation
Papilio ulysses habite les forêts tropicales humides et les jardins de banlieue. L'espèce est protégée par le gouvernement d'Australie, même si elle n'est pas en danger. Par le passé, elle a été menacée, mais la plantation de Melicope elleryana a eu pour effet d'augmenter la population de ce papillon. La réduction du nombre d'Euodia, arbre que le papillon utilise beaucoup pour y pondre ses œufs afin que les chenilles qui écloront en mangent les feuilles, compromet la survie de cet animal.  La femelle préfère les petits arbres d'au plus 2 mètres de haut pour pondre ses  œufs.